# I Think We're Alone Now
I Think We're Alone Now é uma canção escrita por Ritchie Cordell. Foi inicialmente um hit de 1967 gravada por Tommy James & the Shondells, alcançando a posição #4 na Billboard Hot 100. O single ficou na parada por 17 semanas. A música foi produzida por Cordell e Bo Gentry.
"I Think We're Alone Now" foi regravada em inúmeras ocasiões. Em 1987, a versão da cantora Tiffany atingiu #1 nos Estados Unidos, Reino Unido, Canadá e Nova Zelândia. Outras versões também fizeram sucesso, como a versão dos The Rubinoos (#45 EUA, 1977) e Girls Aloud (#4 Reino Unido, 2006).

## Versão de Girls Aloud
"I Think We're Alone Now" é o título do 14º single do grupo pop britânico Girls Aloud, e o segundo e último single inédito da compilação The Sound of Girls Aloud. O single foi lançado em formato em 18 de dezembro de 2006 pela gravadora Fascination Records. A canção é uma regravação da música do compositor Ritchie Cordell, interpretada antes por cantores como Tommy James & the Shondells e Tiffany.

### Lançamento e recepção
"I Think We're Alone Now" foi escolhida para fazer parte da trilha sonora do filme It's a Boy Girl Thing, lançado nos cinemas britânicos em 29 de dezembro de 2006. A versão da música  lançada como single é diferente da versão do álbum. Ela foi remixada e possui arranjo vocal e backing vocals um pouco diferentes da versão gravada originalmente. A canção também foi reformulada para ser apresentada na turnê do grupo, "The Sound of Girls Aloud: The Greatest Hits".

### Videoclipe
O vídeo da canção, dirigido por Alex e Nick Hemming Collett, mostra as garotas tentando roubar um cassino de Los Angeles. O clipe é baseado em filmes como "Onze Homens e Um Segredo" (em Portugal:"Façam as vossas apostas") e "Casino".
O vídeo possui três finais diferentes. Na primeira as garotas abrem uma mala cheia de dinheiro e são capturadas pelos donos do cassino, terminando amarradas. Na segunda versão, os donos do cassino correm atrás das garotas, mas ao chegar onde elas estão, Kimberley tira a roupa, e os faz desmaiar. Na terceira, ao achar o dinheiro, as garotas comemoraram e brincam com o dinheiro. 
Os clientes da companhia "3 Mobile" votaram em sua versão favorita, de 8 de novembro a 15 de novembro de 2006. A última versão foi a vencedora, apesar da versão onde Kimberley tira a roupa ter sido lançada na Internet. Desde março de 2007, todas as versões do vídeo foram disponibilizadas para download no iTunes.

### Faixas e formatos
Esses são os principais formatos e tracklists lançados do single de "I Think We're Alone Now".
| #                    | Título                                                      | Duração |
| -------------------- | ----------------------------------------------------------- | ------- |
| UK CD1 (Fascination) |                                                             |         |
| 1.                   | "I Think We're Alone Now" (Single Version)                  | 3:42    |
| 2.                   | "Why Do It?"                                                | 2:53    |
| UK CD2 (Fascination) |                                                             |         |
| 1.                   | "I Think We're Alone Now" (Single Version)                  | 3:42    |
| 2.                   | "I Think We're Alone Now" (Uniting Nations Remix)           | 6:18    |
| 3.                   | "I Think We're Alone Now" (Tony Lamezma Baubletastic Remix) | 5:32    |
| 4.                   | "Jingle Bell Rock"                                          | 1:59    |
| 5.                   | "I Think We're Alone Now" (Video)                           | 3:37    |

### Versões
Essas são as versões oficiais e remixes realizados em suas respectivas tracklists:
| Versão                          | Onde foi lançado                                           |
| ------------------------------- | ---------------------------------------------------------- |
| Album Version                   | The Sound of Girls Aloud                                   |
| Single Version                  | "I Think We're Alone Now" single, The Sound of Girls Aloud |
| Tony Lemezma Baubletastic Remix | "I Think We're Alone Now" single, Mixed Up                 |
| Uniting Nations Remix           | "I Think We're Alone Now" single                           |
| Video                           | "I Think We're Alone Now" single                           |

### Desempenho nas paradas
O single foi lançado em meados de dezembro para poder concorrer no cobiçado UK Singles Chart de Natal. Terminou em 4º lugar nessa semana, onde a vencedora foi "A Moment Like This" de Leona Lewis.

### Posiçao nas Paradas
| Chart (2006)                               | Posição |
| ------------------------------------------ | ------- |
| Reino Unido - Singles Chart                | 4       |
| El Salvador - Radio Charts                 | 6       |
| Polónia                                    | 9       |
| Croácia                                    | 9       |
| Irlanda                                    | 11      |
| Reino Unido - Chart de final de ano (2006) | 196     |